# 盧·巴列塔
盧·巴列塔（Lou Barletta；1956年1月28日—）是美國的一位政治人物。自2011年開始，他是賓夕法尼亞州第11選舉區選出的美國眾議院議員。他的黨籍是共和黨。在2000年至2010年期間，他曾經是黑茲爾頓市的市長，以對非法移民的嚴厲打擊而著稱。